# Spermacoce redacta
Spermacoce redacta är en måreväxtart som beskrevs av Harwood. Spermacoce redacta ingår i släktet Spermacoce och familjen måreväxter. Inga underarter finns listade i Catalogue of Life.